# Византија
Византија, позната и као Византијско царство, Источно римско царство или Ромејско царство, била је наставак Римског царства у источним провинцијама током касне антике и средњег века, када је престоница био Константинопољ (данашњи Истанбул, раније Византион). Преживела је распад и пад Западног римског царства у V вијеку н. е. и наставила да постоји још хиљаду година све док није пала под Османско царство 1453. године. Током већег дела свог постојања, држава је била најмоћнија привредна, културна и војна сила у Европи. „Византија” је термин створен након пада државе; њени становници су и даље за своје царство користили назив „Ромејско царство” (грч. Βασιλεία Ῥωμαίων, лат. Imperium Romanum) или „Ромеја” (грч. Ῥωμανία), а себе су звали „Ромејима”.
Током ранијег периода Pax Romana, западни делови царства су постајали све више латинизовани, док су источни делови углавном задржали своју већ постојећу хеленистичку културу. Неколико значајних догађаја од IV до VI века обележава прелазни период током којег су се разишли Грчки исток и латински запад Римског царства. Цар Константин I (в. 324—337) извршио је реорганизацију царства, Константинопољ прогласио новом престоницом и легализовао хришћанство. У време владавине цара Теодосија  (в. 379—395), хришћанство је постало државна религија, а остале религијске праксе су забрањене. За време Ираклијеве владавине (в. 610—641), војска и управа царства су преуређене, а уместо латинског, за службену употребу је усвојен грчки језик.
Иако је римска држава наставила да постоји, а њене традиције су одржане, савремени историчари разликују Византију од античког Рима, тиме што је средиште било у Константинопољу, што је више било оријентисано ка грчкој него ка латинској култури и што је карактерише православно хришћанство.
Током њене хиљадугодишње историје Византија је доживела бројне успоне и падове. Византија је повратила западни део царства у 6. веку за време владавине цара Јустинијана I (527—565) и тада је достигла свој територијални врхунац (Апенинско полустрво, југоисточни део Пиринејског полуострва и данашњи Тунис). У VII веку Византијско царство је поразило Аваре и Сасанидску Персију да би га убрзо затим муслимански Арапи лишили већине блискоисточних поседа (најбогатијих провинција царства: Египта и Сирије) и крајем VII века, северноафричких поседа. Током VIII и IX века, Византијско царство су уздрмале спољне невоље попут сеобе Словена и бугарских инвазија као и унутрашње попут иконоборства. Под Македонском династијом (867—1056) Византијско царство је доживело значајну обнову и почетком XI века било је водећа сила у Источној Европи и на Блиском истоку. Сукоби са Селџучким Турцима у XI веку проузроковали су трајни губитак унутрашњости Мале Азије након битке код Манцикерта 1071. године, мада је Византијско царство доживело рестаурацију своје моћи и угледа током владавине династије Комнина у XII веку, а Константинопољ је остао највећи и најбогатији град у Европи све до XIII века. Пад Цариграда током Четвртог крсташког похода 1204. године, је био катастрофалан ударац Византијском царству (територија царства је подељена на неколико супарничких грчких држава и Латинско царство и његове вазалне области). Византијско царство је обновљено 1261. године, под влашћу последње византијске династије, династије Палеолога. Комбинација спољних непријатеља и грађанских ратова, још више је ослабила Византију која под Палеолозима престаје да буде прворазредна сила. Византијска историја завршена је средином XV века османским освајањима, пре свега престоног Цариграда 1453. године. Многе избеглице које су побегле из града након његовог освајања од стране Турака населиле су се у Италији и широм Европе, помажући да се започне Ренесанса. Пад Цариграда 1453. године, се понекад користи да означи линију поделе између Средњег века Новог века (раног модерног периода).
Византијско царство се данас сматра једном од најважнијих цивилизација у историји, иако је термин Византија дуго времена био синоним за пропаст и декаденцију. Хришћанска религија, римска политичка идеја и грчка цивилизација се сматрају стубовима Византијске цивилизације. Византија је дала велики допринос модерном свету у пољима дипломатије, архитектуре, књижевности, уметности и посебан допринос је дала у очувању класичне књижевности. Опстанак класичне књижевности је кључно допринео потоњем развоју Ренесансе у Западној Европи.

## Име
Термин „Византијско царство” нису познавали становници државе коју ми тако зовемо, него је та држава била само продужетак Римског царства у коме је средиште пренето из Италије у грчке области и становници те државе наставили су користити за себе име Ῥωμαίοι, тј. Римљани. Њихови исламски суседи су на сличан начин називали своје царство „земљом Римљана“ (Bilād al-Rūm), али су их људи средњевековне Западне Европе радије називали „Грцима“ (Graeci), због оспореног наслеђа римског идентитета и повезивања негативних конотација из древне латинске књижевности. Придев „Византијски“, који је изведен од Byzantion (Byzantium), назив грчког насеља на којем је касније изграђен Константинопољ је коришћен само за описивање становника тог града; није се односило на царство, које су звали Romanía — „Царство Ромеја“. Због тога и њихову државу они су звали Ῥωμανία — Романија, или Βασιλεία Ῥωμαίων — Василиа Ромеон, што представља директан превод на грчки језик са латинског језика назива за Римско царство, Imperium Romanorum.
Све до свог краја 1453. године, Византија је себе сматрала Римским царством, и своју земљу и државу називала „Ромејско царство” (Романија), а Византинци су себе називали „Ромејима” (Римљанима). Након пада царства, научници раног модерног доба називали су империју многим именима, укључујући „Цариградско царство“, „Империја Грка“, „Источно царство“, „Касно царство“, „Ниско царство“, и „Римско царство“. Све чешћа употреба израза „византијско“ и „Византијско царство“ вероватно је почела са историчарем из 15. века Лаоником Халкокондилом, чија су дела била нашироко пропагирана, посебно од стране Хијеронима Волфа. „Византијски“ се користио у придеву поред израза као што је „Грчко царство“ до 19. века. То је сада примарни термин, који се користи за означавање свих аспеката империје; међутим, неки савремени историчари сматрају да га, као првобитно предрасудан и нетачан термин, не треба користити.

## Историја
Како се историографске периодизације „римске историје“, „касне антике“ и „византијске историје“ значајно преклапају, не постоји консензус о „датуму оснивања“ Византијског царства, ако је тога уопште било. Раст проучавања „касне антике” довео је до тога да неки историчари одреде датум оснивања Византијског царства у VII или VIII век. Други историчари сматрају да је „ново царство“ почело током промена око 300. године. Други пак сматрају попут Џонатана Шепарда да су ове почетне тачке преране или прекасно постављане, и уместо тога почињу око 500. године. Џефри Грејтрекс сматра да је немогуће прецизно датовати оснивање Византијског царства.

### Рана историја (пре 518)
У низу сукоба између трећег и првог века пре нове ере, Римска република је постепено успоставила хегемонију над источним Медитераном, док се њена власт на крају трансформисала у систем у којем је влада један човек, цар. Римско царство је уживало период релативне стабилности све до 3. века нове ере, када је комбинација спољних претњи и унутрашњих нестабилности изазвала распад римске државе пошто су регионалне војске прогласиле своје генерале за „војнике-цареве“. Један од њих, цар Диоклецијан (в. 284–305), увидео је да је држава превелика да би њоме управљао један човек, покушао је да реши проблем успостављањем тетрархије, или владавине четворице, и поделом царства на источну и западну половину. Иако је систем тетрархије брзо пропао, подела царства се показала као трајни концепт.
Диоклецијанове реформе су значајно измениле структуру власти, домет и опорезивање, а ове реформе су такође имале ефекат деградације прве престонице, Рима.
Цар Константин I Велики (в. 306–337. године, је себи обезбедио самосталну апсолутну власт 324. године. Током наредних шест година обновио је град Византион као главни град, који је преименован у Константинопољ. Рим, претходна престоница, био је даље од важних источних провинција и на мање стратешки важној локацији; нису га ценили "војнички-цареви" који су владали са граница или становништво царства које је, пошто је добило држављанство, себе сматрало Римљанима. Свети цар Константин I Велики је темељно реформисао војну и цивилну управу царства и увео златни солид као стабилну валуту. Он је фаворизовао хришћанство. И сам је постао хришћанин 312. године.
Константинова династија водила је дуги сукоб против Сасанидске Персије, који је окончан 363. године смрћу његовог синовца и зета цара Јулијана. Кратка владавина Валентинијанове династије, обележена је ратовима против варвара, верским расправама и кампањама против корупције, завршила се на Истоку смрћу цара Валенса у бици код Адријанопоља 378. године.
Валенсов наследник, цар Теодосије I (в. 379–395), обновио је политичку стабилност на истоку дозвољавајући Готима да се населе на римској територији; такође је два пута интервенисао у западној половини царства, победивши узурпаторе Магнуса Максима и Евгенија 388. односно 394. године. Активно је осудио паганизам, потврдио примат никејског хришћанства над аријанством и утврдио хришћанство као римску државну религију. Био је последњи цар који је владао и западном и источном половином царства; након његове смрти, Запад је био дестабилизован низом „војничких-царева“, за разлику од Истока, где су администратори и даље имали власт. Цар Теодосије II (в. 408–450) углавном је препустио владавину истока званичницима као што је Антемије, који је изградио Теодосијеве зидине да би одбранио Константинопољ, сада чврсто укорењен као престоница Римског царства.
Теодосијева владавина обележена је теолошким спором око несторијанства, које је на крају проглашено јеретичким, као и формулисањем Теодосијевог законика. У овом периоду је отпочео продор Атилиних Хуна, који су опустошили Балкан и захтевали огроман данак од царства; Атила је, међутим, скренуо пажњу на Западно царство које је брзо пропадало, а његов раније уједињени народ се поделио у више група након његове смрти 453. године. Након што цар Лав I (в. 457–474) није успео у свом покушају 468. године, да поново освоји запад, војсковођа Одоакар је збацио цара Ромула Августула 476. године, убио његовог титуларног наследника цара Јулија Непота 480. године, а функција западног цара је формално укинута.
Комбинацијом среће, културних фактора и политичких одлука, Источно царство никада није патило од побуњених варварских вазала и никада њиме нису владали варварски господари рата – што су били проблеми који су довели до пропасти Западног римског царства. Цар Зенон (в. 474–491) је убедио проблематичног остроготског краља Теодорика да преузме контролу над Италијом од Одоакра, што је краљ Теодорих Велики и учинио; и умро је док је мир владао царством, цара Зенона је наследио цар Анастасије I (в. 491–518). Иако је то што је био монофизит доносило повремене проблеме, цар Анастасије I је био способан администратор и покренуо је неколико успешних финансијских реформи укључујући укидање пореза на хрисаргирон. Он је био први цар који је умро без ношења са озбиљним проблемима који су утицали на његово царство од времена владавине цара Диоклецијана.

### 518—717. године
Владавина цара Јустинијана I била је прекретница у византијској историји. Након ступања на власт 527. године, законик је поново написан и Јустинијан је успоставио опсежно законодавство о провинцијској администрацији "Corpus Juris Civilis";  поново је потврдио царску контролу над религијом и моралом кроз чистке од нехришћана и „девијаната“; и пошто је немилосрдно угушио устанак Ника 532. године, обновио је већи део Константинопоља, саградио је храм Божанске Премудрости. Цар Јустинијан I је искористио политичку нестабилност на Апенинском полуострву и покушао је да поново освоји изгубљене западне територије. Вандалско краљевство у северној Африци потчинио је 534. године, генерал Велизар, који је потом извршио инвазију на Апенинско полуострво; Остроготско краљевство је уништено 554. године.
Међутим, 540-их година, цар Јустинијан I је почео да се суочава са преокретима на више фронтова. Искористивши заокупљеност Константинопоља Западом, владар Сасанидског царства цар Хозроје I Ануширван  је напао византијску територију и опљачкао Антиохију 540. године. У међувремену, имплементација царевих унутрашњих реформи почело је да посустаје, на шта је утицала и разорна куга која је убила велики део становништва и озбиљно ослабила социјалну и финансијску стабилност царства. Најтежи период остроготског рата, против њиховог краља Тотиле, наступио је током ове деценије, док су поделе међу Јустинијановим саветницима поткопале одговор администрације. Такође није у потпуности решио поделе у халкидонском хришћанству, пошто Други цариградски сабор није успео да донесе праве резултате. Цар Јустинијан I је умро 565. године; његова владавина била је успешнија од било ког другог византијског цара, али је ипак оставио царство под великим притиском.
Цар Јустин II (в. 565–578) убрзо је био у рату на многим фронтовима. Лангобарди, бојећи се агресивних Авара, бежећи пред њима, освојили су већи део северне Италије до 572. године. Сасанидски ратови су поново почели те године, и наставили су се све док их цар Маврикије није окончао као победник 591. године; до тог времена, Авари и Словени су више пута нападали Балкан, изазивајући велику нестабилност. Цар Маврикије је предводио опсежну кампању похода у региону током 590-их, али иако је успео у намери да поново успостави византијску контролу до Дунава, његови војници су се побунили 602. године, прогласили су официра Фоку за цара и погубили цара Маврикија. Сасаниди су искористили овај тренутак и поново започели сукобе ; Цар Фока није могао да се избори и убрзо се суочио са великом побуном коју је предводио стратег Ираклије. Цар Фока је изгубио Константинопољ 610. године и убрзо је погубљен, али је разорни грађански рат убрзао пропадање царства.
Под влашћу цара Хозроја II, Сасаниди су заузели Левант и Египат и отиснули се у Малу Азију, док је византијска контрола над Апенинским полуострвом опала, а Авари и Словени су дизали побуне на Балкану. Иако је цар Ираклије I одбио опсаду Константинопоља 626. године, а затим, извршио инвазију и поразио Сасаниде 627. године, показало се да је то Пирова победа. Рана муслиманска освајања убрзо су довела до освајања Леванта, Египта и Сасанидског царства од стране новоформираног арапског Рашидунског калифата. У време смрти цара Ираклија I 641. године, царство је озбиљно ослабљено економски и територијално – губитак богатих источних провинција лишио је Константинопољ три четвртине прихода.
Следећих седамдесет пет година је слабо документовано. Арапски напади на Малу Азију почели су скоро одмах, а Византинци су прибегли држању утврђених центара и избегавању битке по сваку цену; иако је сваке године вршена инвазија, Анадолија је одолевала трајној арапској окупацији. Избијање Прве Фитне 656. године, дало је Византији простора за маневрисање, што је она мудро искористила: ред на Балкану успоставио је цар Констанс II Погонат (в. 641–668), започео је административну реорганизацију познату као „тематски систем“, у којем су трупе распоређиване за одбрану одређених провинција. Уз помоћ недавно поново откривене грчке ватре, цар Константин IV (в. 668–685) одбио је арапске покушаје да заузму Цариград 670-их, али је претрпео губитак у бици код Онгала против Бугара, који су убрзо успоставили царство на северном Балкану. Ипак, он и његов отац цар Констанс II су успели да осигурају позицију царства, посебно када је Омајадски калифат пролазио кроз још један грађански рат.
Цар Јустинијан II Ринотмет је настојао да додатно утврди стабилност коју је обезбедио његов отац цар  Константин IV, али је збачен 695. године, након што је покушао да својим поданицима наметне превисок порез; током наредне двадесет две године, уследило је још шест побуна у ери политичке нестабилности. Поново успостављени калифат је настојао да сломи Византију заузимањем Константинопоља, али је новокрунисани цар Лав III Исавријанац успео да одбије опсаду 717–718. године, што је означило први велики неуспех муслиманских завојевача.

### 718—867. године
Цар Лав III и његов син цар Константин V Копроним (в. 741–775), два најспособнија византијска императора, издржала су континуиране арапске нападе, грађанске немире и природне катастрофе и поново су утврдили државу као велику регионалну силу. У време владавине цара Лава III написана је Еклога, нови законик који је заменио законик цара Јустинијана I, и наставиљена је реформа „систем тема“ како би водио офанзивне кампање против муслимана, што је кулминирало одлучујућом победом 740. године. Цар Константин V је победио у грађанском рату против свог зета Артавазда, склопио је мир са новим Абасидским калифатом, успешно водио кампању против Бугара и наставио да спроводи административне и војне реформе. Међутим, због подршке оба цара иконоборству, религиозно-политичком покрету који се противио коришћењу икона, каснији византијски историчари  су их представљали у негативном светлу; Константинова владавина је такође довела до губитка Равене, град су освојили Лангобарди и почетка разлаза са римским папством.
Света царица Ирина је 780. године преузела власт у име свог сина цара Константина VI. Иако је била способан администратор који је привремено решио кризу иконоборства, царство је дестабилизовано њеним сукобом против њеног сина. Бугари и Абасиди су у међувремену нанели бројне поразе византијској војсци, а папство је 800. године крунисало Карла I Великог за римског цара. Године 802. цар Нићифор I збацио је непопуларну царицу Ирину; реформисао је управу царства, али је погинуо у борби против Бугара 811. године. Војни порази и друштвени неред, посебно оживљавање иконоборства, обележили су следећих осамнаест година.
Стабилност је донекле обновљена током владавине цара Теофила (829–842). Искористио је економски раст да доврши програме изградње, укључујући поновну изградњу морских зидина Константинопоља, реформисао је покрајинску управу и вођење неубедљивих кампања против Абасида. После његове смрти, његова супруга царица Теодора, која је владала у име њиховог сина цара Михаила III, трајно је угасила иконоборачки покрет; царство је напредовало под њиховом понекад тешком владавином. Међутим, цара Михаила III су постхумно оцрнили историчари лојални династији његовог наследника цара Василија I, који га је убио 867. године, и био је заслужан за достигнућа његовог претходника.

### 867—1081. године
Ступањем цара Василија I Македонца на престо 867. године почиње владавина Македонске династије, која је владала 150 година. Ова династија дала је неке од најспособнијих царева у историји Византије и довела је до једног од препорода у историји царства. Царство је прешло са одбране од спољних непријатеља на поновно освајање територија. Македонску династију карактерисао је културни препород у сферама као што су филозофија и уметност. Постојао је свесни напор да се врати блиставост периода пре словенских и каснијих арапских инвазија, а македонско доба је названо „златно доба“ Византије. Иако је царство било знатно мање него за време владавине цара Јустинијана I, Византија је значајно добила на снази, пошто су преостале територије биле мање географски распршене и више политички, економски и културно интегрисане.
Цар Василије I (867–886) је наставио Михаилову политику. Његове војске су водиле кампању у Италији са различитим резултатима, али су победиле павликијане из Тефрике. Његов син и наследник цар Лав VI (886–912) саставио је и промовисао огроман број писаних дела. То је укључивало Василику, грчки превод законика цара Јустинијана I који је укључивао преко 100 нових закона које је написао цар Лав VI; Тактика, војна расправа; и Епархова књига, приручник о цариградским трговачким прописима. У ванкњижевним контекстима цар Лав VI је био мање успешан: царство је изгубило Сицилију и претрпело је неколико пораза од Бугара, док је изазвао теолошки скандал женивши се четири пута у покушају да добије законитог наследника.
Рана владавина његовог сина и наследника, цара Константина VII, била је бурна, јер су се његова мајка царица Зоја, његов стриц цар Александар III, патријарх Никола, моћни цар Симеон I од Бугарске и друге утицајне личности бориле су се за власт. Године 920. адмирал Роман I је искористио своју флоту да преузме власт, крунисао се и деградирао цара Константина VII Порфирогенита на положај млађег цара - савладара. Његова владавина, која је донела мир са Бугарском и успехе на истоку под вођством генерала Јована Куркуаса, окончана је 944. године, махинацијама његових синова, које је цар Константин VII убрзо збацио са власти. Константинова неефикасна самостална владавина често се тумачила као врхунац византијског учења, али иако је неколико дела састављено, она су углавном имала за циљ да легитимишу и величају цареве из македонске династије. Његов син и наследник цар Роман II је умро млад; под два војникачка цара Нићифором II (в. 963–969) и Јованом I Цимискијем (в. 969–976), римска војска је остварила бројне војне успехе, укључујући освајање Киликије и Антиохије, и сензационалну победу против Бугарске и Кијевске Русије 971. године, цар  Јован I је био посебно проницљив администратор који је реформисао војне структуре и спроводио ефикасну фискалну политику.
После смрти цара Јована I Цимискија, унуци цара Константина VII цареви Василије II и Константин VIII заједно су владали пола века, иако је стварну власт имао цар Василије II. Њихову рану владавину обележили су сукоби против двојице истакнутих генерала, Варде Склира и Варде Фоке Млађег, који су окончани 989. године, смрћу генерала Варде Склира и потчињавањем генерала Варде Фоке Млађег, и борбом за власт против евнуха Василија, који је смењен 985. године Цар Василије II, који се из непознатих разлога никада није женио нити имао децу, касније је одбио да дели било каква овлашћења: оставио је по страни војни естаблишмент тако што је преузео личну команду над војском и унапредио официре који су му лојални. Његова владавина била је заокупљена вишедеценијским походима на Бугарску, који се завршио потпуном византијском победом 1018. године, у бици на Беласици. Дипломатски напори, кључни за тај успех, су такође допринели анексији неколико грузијских провинција 1020-их и коегзистенцији са новим Фатимидским калифатом. Када је умро цар Василије II 1025. године, Византијско царство се простирало од Дунава и Сицилије на западу до Еуфрата на истоку; брза експанзија царства међутим није била праћена административним реформама. Између 1021. и 1022. године, након неколико година тензија, цар Василије II је водио низ победоносних кампања против Краљевине Грузије, што је резултирало припајањем неколико грузијских провинција царству. Василијеви наследници су такође припојили Јерменско царство 1045. године. Важно је да су и Грузија и Јерменија биле знатно ослабљене политиком византијске администрације високог опорезивања и укидању одређених дажбина. Слабљење Грузије и Јерменије имало је значајну улогу у византијском поразу код Манцикерта 1071. године.
Цар Василије II Бугароубица се сматра једним од најспособнијих византијских царева и његова владавина је довела царство на историјски успон у периоду средњег века. До 1025. године, на дан смрти цара Василија II, Византијско царство се протезало од Јерменије на истоку до Калабрије у јужној Италији на западу. Постигнути су многи успеси, од освајања Бугарске до анексије делова Грузије и Јерменије, и поновних освајања Крита, Кипра и важног града Антиохије. То нису били привремени тактички добици, већ дугорочна поновна освајања.
После смрти Константина VIII 1028. године, његове ћерке, царица Зоја (в. 1028–1052) и Теодора (в. 1042–1056), држале су кључеве власти: четири цара (цар Роман III Аргир, цар Михаило IV Пафлагонац, цар Михаило V Калафат и цар Константин IX Мономах) владала су само због својих веза са царицом Зојом, док је цара Михаила VI Стратиотика (в. 1056–1057) одабрала царица Теодора. Ова политичка нестабилност у комбинацији са редовним буџетским дефицитима, низом скупих војних неуспеха и другим проблемима повезаним са прекомерним проширењем, створила је значајна питања у царству; њен стратешки фокус се померио са одржавања хегемоније на давање приоритета одбрани. 
Царство се убрзо нашло под сталним нападима на три фронта, од Турака Селџука на истоку, Печенега номада на северу и Нормана на западу. Византијска војска се борила да се супротстави овим непријатељима, који нису формирали државе и који су стога били неометени поразима у одређеним биткама. Година 1071. донела је два узастопна преокрета: Бари, последње преостало византијско насеље у Италији, заузели су Нормани, док су Селџуци однели одлучујућу победу у бици код Манцикерта, заробивши цара Романа IV Диогена, што је изазвало вишедеценијски грађански рат, током којег су Селџуци заузели Анадолију до Мраморног мора.

### 1081—1204. године
Истакнути генерал, Алексије I Комнин, узурпирао је престо 1081. За разлику од претходних година превирања, период три владавине: цара Алексија I (в. 1081–1118), његовог сина цара Јована II Комнина (в. 1118–1143), и његовог унука цара Манојла I (в. 1143–1180) трајао је један век у том периоду коначно је обновиљена регионална власт царства. Цар Алексије I се одмах суочио са Норманима под вођством Роберта Гискара, који су одбачени ратом и дипломатијом. Затим се обрачунао са Печенезима, који су одлучно поражени 1091. године, уз помоћ Кумана, који су поражени три године касније. Коначно, желећи да поврати Малу Азију од Селџука, обратио се папи Урбану II за помоћ око 1095. године. Није предвидео размере одговора западног хришћанског света — Први крсташки рат је довро до поновног заузимања западне Анадолије, иако се цар Алексије I убрзо посвађао са вођама крсташа. Остатак своје владавине провео је бавећи се Норманима и Селџуцима, успостављајући нову, лојалну аристократију како би осигурао стабилност, и спровођење фискалне и црквене реформе.
Алексијева концентрација моћи у руке династије Комнина значила је да ће најозбиљније политичке претње долазити из царске породице — пре свог крунисања, цар Јован II је морао да победи своју мајку царицу Ирену и своју сестру принцезу Ану, а примарна претња током његове владавине био је његов брат Исак. Цар Јован II је водио сваке године и опсежну кампању – борио се против Печенега 1122. године, против Мађара касних 1120-их и Селџука током целе своје владавине. Водио је велике кампање у Сирији у својим последњим годинама владавине – али није постигао велике територијалне добитке. Године 1138, цар Јован II је подигао империјални стандард над Антиохијском кнежевином крсташа да би заплашио град да се удружи са Византинцима, али је одлучио да не нападне, плашећи се да ће то изазвати одговор западног хришћанства.
Цар Манојло I је искористио препуну царску ризницу коју је његов отац оставио и амбициозно је настојао да обезбеди позицију империје у све више мултилатералном геополитичком свету. Комбинацијом дипломатије и подмићивања, направио је круг савезника и клијената широм света: Турци Румског султаната, Краљевина Угарска, Киликијска Јерменија, балкански кнежеви, италијански и далматински градови, и најважније кнежевина Антиохија и државе крсташа, оженивши се принцезом из кнежевине Антиохије 1161. године. Цар Манојло II је спречио ратну претњу због бурног проласка крсташа Другог крсташког рата кроз византијске територије 1147. године, али западни савременици су кривили Византинце за неуспех кампање. Био је мање успешан у војним кампањама: инвазија на Сицилију је одлучно одбијена од стране краља Вилијама I 1156. године, што је довело до тензија са царем Фридрихом I Барбаросом, владарем Светог римског царства; Две деценије касније, инвазија на Анадолију је убедљиво поражена у бици код Мириокефалона.
Манојлова смрт оставила је царство без вођства и царство се убрзо нашло под великим притиском. Његов син цар Алексије II био је сувише млад да би владао, а његово несигурно намесништво је убрзо збацио његов стриц цар Андроник I Комнин, кога је 1185. године збацио цар Исак II Анђел. Центрифугалне снаге су се ковитлале на границама док су амбициозни владари искористили своју шансу: Угарска и Турци су заузели византијске територије, прогнани комнински принц је заузео Кипар; а што је најштетније, побуна 1185. године, девела је до оснивања васкрсле бугарске државе. Односи са западом су се додатно погоршали након што се Константинопољ удружио са султаном Саладином, победником Трећег крсташког рата, чије су вође такође биле у сукобу са Византијом док су пролазиле кроз њену територију. Године 1195, цара Исака II је свргнуо његов брат цар Алексије III Анђел; овај сукоб био је фаталан за Византијско царство.
Четврти крсташки рат је првобитно имао за циљ осјавање Египта, али усред стратешких проблема, син збаченог цара Исака II Алексије Анђел убедио је крсташе да врате његовог оца на престо у замену за огроман данак. Напали су Константинопољ 1203. године и вратили су цара Исака II и његовог сина цара - савладара Алексија IV на престо. Нови владари су брзо постали непопуларни и збацио их је цар Алексије V, што су крсташи искористили као изговор да опљачкају град у априлу 1204. године, пљачкајући нагомилано богатство током девет векова.

### Касно доба (1204—1453)
Византијске територије су се распарчале на конкурентске политичке ентитете. Крсташи су крунисали Балдуина I за владара новог Латинског царства у Цариграду; убрзо је Латинско царство претрпело тежак пораз од Бугара 1205. године. Такође није успело да се прошири на запад или исток, где су се формирале три грчке државе наследнице: Никејско царство и Трапезунтско царство у Малој Азији и Епирска деспотовина на Јадрану. Млечани су добили многе луке и острва, а у јужној Грчкој је настала Ахајска кнежевина. Трапезунтско царство је изгубило кључну луку Синопу 1214. године, и након тога није могло да утиче на ствари даље од југоисточног Црног мора. Једно време се чинило да је Епир највероватније могао да поврати Константинопољ од Латина, а владар Епира Теодор Дука се крунисао за цара, али је доживео тежак пораз 1230. године и моћ Епира је опала.
Никејско царство, којим је владала династија Ласкариса, састављена од мешавине византијских избеглица и домородаца Грка, блокирала је Латине и Селџуке у Руму да се шире на исток и запад. Свети цар Јован III Дука Ватац (в. 1221–1254) је био веома способан владар. Његова протекционистичка економска политика снажно је подстакла никејску самодовољност док је склопио многе дипломатске уговоре, посебно након што су монголске војске опустошиле Бугарску и поразиле Рум између 1237. и 1243. године. Овај хаос је био прилика за цара Јована III Ватаца, који је водио бројне успешне походе против држава које су носиле највећи терет монголских инвазија. Убрзо након његове смрти, власт његовог унука Светог цара Јована IV је збацио цар Михаило VIII, оснивач династије Палеолога, који је поново заузео Цариград 1261. године.
Цар Михаило VIII је одлучио да прошири царство, у чему је постигао само краткорочни успех. Да би избегао још једно освајање престонице од стране Латина, приморао је Цркву да се потчини Риму, што је опет било привремено решење због којег је цар Михаило VIII на себе навукао гнев сељаштва и становника Цариграда. Напори цара Андроника II и касније његовог унука цара Андроника III обележили су последње истинске покушаје Византије да поврати стару славу царства. Међутим, употреба плаћеника од стране цара Андроника II често је имала негативан ефекат, при чему је Каталонска компанија пустошила села и повећавала огорченост према Цариграду.
Ситуација се погоршала за Византију током грађанских ратова након смрти цара Андроника III. Шестогодишњи грађански рат разорио је царство, омогућивши српском владару краљу Стефану Душану да освоји већи део преостале територије царства и успостави српско царство. Године 1354. земљотрес у Галипољу је разорио тврђаву, омогућавајући Османлијама (које је цар Јован VI Кантакузин унајмио као плаћенике током грађанског рата) да се учврсте у Европи. До окончања византијских грађанских ратова, Османлије су победиле Србе и потчиниле их као вазале. Након Косовске битке, већи део Балкана је под доминацијом Османлија.
Цариград је до овог периода историје био недовољно насељен и пропао. Становништво града се толико смањило да је град сада састављало нешто више од скупа села раздвојених пољима. Другог априла 1453. године, војска султана Мехмеда II од 80.000 људи и великог броја нерегуларних снага опколила је град. Упркос очајничкој последњој одбрани града од стране масовно надјачаних хришћанских снага (око 7.000 људи, од којих 2.000 страних најамника), Константинопољ је коначно пао под власт Османлија после двомесечне опсаде 29. маја 1453. године. Последњи византијски цар, Свети Константин XI Палеолог Драгаш, последњи пут је виђен како одбацује своје царске регалије и баца се у борбу прса у прса након што су заузете зидине града.

## Друштво

### Државна управа
Народ у Цариграду је давао и исказивао подршку, а патријарх је инаугурисао цареве од 457. године, надаље, дајући легитимитет њиховој власти. Сенат је првобитно имао засебан институционални значај али је касније постао церемонијално проширење царског двора. Долазак на престо цара Фоке (в. 602–610) означило је прво војно свргавање од трећег века и он је био један од 43 цара који су насилно уклоњени са власти. Од ступања на престо цара Ираклија I од 610. године, до 1453. године, царством је владало девет династија. Током овог периода, од 843 године, само 30 владајућих царева није било у сродству захваљујући институцији савладарства.
Диоклецијанове и Константинове реформе су реорганизовале Царство у преторијанске префектуре и одвојили су војну од цивилне управе. Од VII века, ове префектуре су реорганизоване у провинције и касније подељене у области зване тема, којима су управљали војни команданти познати као стратези, који су надгледали и цивилна и војна питања. Раније су градови били самоуправне заједнице које су представљали званичници централне владе и цркве, док су се цареви фокусирали на одбрану и спољне односе. Међутим, стални ратови и напади арапских снага драстично су променили ову организацију. Градска већа су изгубиле на снази и значају, као и локалне елите које су подржавале власт. Током правних реформи, цара Лав VI (в. 886–912) централизована је власт, формално су укинута права градских већа и законодавна делатност сената.

### Константинопољ
Године 330. на простору сатрогрчког Византиона је саграђен и инаугурисан нови град који је назван Новим или Другим Римом, али је недуго затим преовладао назив Константинопољ (Константинов град, по оснивачу, светом цару Константину I Великом). После поделе јединственог Римског царства 395. године, и нестанка Западног римског царства 476. године, једино источни део царства је опстао са седиштем у Константинопољу још око 1000. година, док Турци нису заузели престоницу Константинопољ 1453. године, као Источно римско царство.
Најстарије градско наеље на простору Константинопоља, данашњег Истанбула је оно које су основали старогрчки колонисти из Мегаре - Византион (грч. Βυζάντιον, Byzantion).
Кад је цар Константин I Велики град учинио источном престоницом царства, град се називао Други Рим (лат. Secunda Roma, грч. Δευτέρα Ρώμη). Од V века користи се и назив Нови Рим (лат. Nova Roma, грч. Νέα Ρώμη). Ускоро се чешће почео користити назив Константинопољ или Константинополис (грч. Κωνσταντινούπολις; Kōnstantinoupolis, лат. Constantinopolis), што значи „Константинов град”. Осим овог назива, у Византији се често град називао „Краљица градова” (грч. Βασιλίς τῶν πόλεων), а у колоквијалном говору обично се користио само назив „Град” (стгрч. ἡ Πόλις, hē Polis).
У источним и јужним словенским језицима, па тако и у српском пре се користио и још се користи назив Цариград (стсл. Цѣсарьградъ, Царьградъ, рус. , буг. , укр. Царгород, западнојужнословенски језици: Цариград, тј. Carigrad. Овај је назив спој словенских речи „цар” и „град”, који вероватно долази од грчког израза Βασιλέως Πόλις, Basileus Polis, што значи „град цара” (или краља). Такође, ово име је прешло и у румунски језик у облику Ţarigrad.
Назив Истанбул се први пут помиње у x веку у јерменским и арапским па онда турским изворима. Након стварања Турске Републике 1923. године, овај је назив проглашен јединим службеним називом града, те су турске власти од странаца захтевале коришћење овог назива уместо нетурских назива као Константинопољ или Цариград. Ипак многи народи и језици и данас користе ранији назив града: Константинопољ и Цариград.
Повољан положај града између Европе и Азије био је веома важан за развој трговине и културе. Због важног стратешког положаја, Цариград је контролисао путеве између Азије и Европе, као и пролаз из Средоземног мора у Црно море.
Константинопољ је био развијен, богат град, грандиозна престоница са великом хиљадугодишњом традицијом. Придавала се велика пажња култури и образовању у Византији, самим тим и Константинопољу као престоници Царевине.
Константинопољ је остао престоница Источног римског царства или Византијског царства, све до његовог пада 1453. године.
У Константинопољу (данашњем Истанбулу) се налазило и налази доста цркава, од којих је најпознатија и највећа Црква Аја Софија (Божанске Премудрости) која представља ремек дело Византијске архитектуре. Град је и данас седиште Васељенске патријаршије, која је духовни центар Православне Цркве.

### Демографија
Чак 27 милиона људи живело је у Царству 540. године, на врхунцу моћи Царства, али је до 800. године број становника опао на чак 12 милиона. Иако су куга и територијални губици због напада арапских муслиманских освајача ослабили Царство, оно се на крају опоравило и до краја владавине Македонске династије 1025. године, процењује се да је становништво достигло чак 18 милиона. Неколико деценија након ослобађања Константинопоља 1282. године, становништво Царства чинило је у распону од 3 до 5 милиона људи; до 1312. године, број становника је пао на 2 милиона. У време када су Османски Турци заузели Цариград, у граду је било само 50.000 људи, што је представљало једну десетину становништва приликом врхунца моћи града.

### Дипломатија
Дипломатија и дипломатска пракса се често сматрају једним од трајних доприноса Царства европској историји, посебно у очувању цивилизације у источној Европи. Ово наслеђе и репутација произилазе из агресивних преговора о споразумима, савеза са непријатељима противника царства и склапању стратешких партнерства. На пример, Источно римско царство је подржавало Турке против Персијанаца током Персо-турског рата (627–629) и искористило тензије између Омајада у Шпанији и Аглабида на Сицилији. Дипломатске активности Византијског царства су често укључивале дугорочна посланства, угошћавање страног племства или чланова владарских породица који су служили као политички пиони, и намерним показивањем богатства и моћи како би се осигурало да се такви утисци нашироко прошире. Друге дипломатске стратегије укључивале су склапање политичких бракова, давање титула, подмићивање, убеђивање и прикупљање обавештајних података. „Биро за варваре“, основан у IV веку, сматра се једном од најранијих страних обавештајних агенција.
Дипломатија после владавине цара Теодосија I (в. 379–395) значајно је одступала од политике Римске републике која је била више фокусирана на освајање, сада је мир наглашаван као стратешка неопходност. Чак и у VI веку, када је Царство имало веће ресурсе и мање претње, огромни трошкови за одбрану, ослањање на пољопривреду и агресивни суседи учинили су да је избегавање рата приоритет. Између IV и VIII века, дипломате су искористиле репутацију Царства као Orbis Romanus и његову административну софистицираност да би утицали на нова насеља на бившим римским територијама. Византијска дипломатија је често увлачила новонастале државе у зависнички положај, стварајући мрежу међудржавних односа (екумене) којом доминира Царство и користећи Хришћанство да ојача ове везе. Ова мрежа је наглашавала склапање уговора, интеграцију нових владара у „породицу краљева“ и асимилацију вредности, институција и ставова. Ова пракса се чак назива стварање „византијског калифата“где је религија поново уоквирила дихотомију цивилизованог наспрам варвара у класично доба. Дипломатски односи са муслиманским државама, међутим, били су првенствено фокусирани на питања везана за ратна дејства, као што су преговори о таоцима или спречавање непријатељстава.
Мир и опстанак, а не освајање, били су централни циљеви. Историчари описују овај приступ као „одбрамбени империјализам“, који је еволуирао између IX и X века који је садржао заустављање и преокретање муслиманског напредовања, неговање савеза са Јерменима и Русима и покоравање Бугара. Дипломатски односи са западним државама постали су изазовнији након периода 752–753. године, а посебно током крсташких ратова, пошто су промене у равнотежи снага подриле доминацију Царства и његово коришћење "Пограничног система". До XI века, Царство је усвојило принцип дипломатске једнакости, користећи присуство цара лично током преговора.
Након ослобођења Константинопоља 1261. године, Источно римско царство је задржало свој утицај као велика сила у XIII и XIV веку, упркос опадању снаге. Овај успех се приписује њеној ефикасној државности и стратешкој употреби цариградског патријарха.

### Право
Римско право је настало са Законима дванаест таблица и еволуирало првенствено кроз годишњи Преторијански едикт и мишљења образованих стручњака из области права. Током Хадријанове владавине (в. 117–138), Преторијански едикт је усвојен трајно и утврђено је да ће, ако се правници једногласно сложе око неке правне тачке, она постати закон. Временом су сукобљени правни извори изазвали забуну о томе шта би закон требало да буде. Напори да се ово реши укључивали су две приватне збирке царских устава састављених током Диоклецијанове владавине (284–305), Грегоријан и Хермогенијан (в. 284–305).
Цар Теодосије II (в. 402–450) је формализовао римско право тако што је именовао пет правника као главне ауторитете и саставио законодавство издато од периода Константинове владавине у Теодосијев законик. Овај процес је кулминирао у виду Јустинијановог зборника објављеног за време владавине цара Јустинијана I (в. 527–565), који је наручио потпуну стандардизацију царских декрета још од Хадријановог времена и решио опречна правна мишљења и тумачења. Зборник је постао дефинитивни правни ауторитет. Овај корпус закона покривао је не само грађанско право, већ и јавно право, укључујући царску власт и административну организацију. После 534. године, цар Јустинијан I је издао Новеле (Нове законе) на грчком, што је означило прелаз са римског на византијско право.
Закари Читвуд тврди да је Јустинијанов зборник био углавном неприступачан на латинском, посебно у провинцијама. Након исламских освајања у VII веку, људи су почели да доводе у питање развој и примену закона, што је довело до чвршћих веза између закона и Хришћанства. Овај контекст је утицао на цара Лава III (в. 717–741) да развије Еклогу, која је наглашавала хуманост. Еклога је инспирисала практичне правне текстове као што су Закон о пољопривредницима, Закон о поморцима и Закон о војницима, за које Читвуд сугерише да су се свакодневно користили у провинцијама као допуна Јустинијановог зборника. За време Македонске династије, напори да се реформише право започели су са Procheiron и Eisagoge, који су имали за циљ да замене Еклогу због постојања везе акта и иконоборства и да дефинишу царску власт према важећим законима. Цар Лав VI (в. 886–912) завршио је потпуну кодификацију римског права на грчком кроз Василике, монументално дело од 60 књига које су постале темељ византијског права. Касније, 1345. године, Константин Харменопулос је саставио Хексабиблос (Hexabiblos), шестотомни закон који је изведен из различитих византијских правних извора.

### Образовање
Школовање је било добровољно и изискивало је новчана средства. Најписменији људи често су били повезани са црквом. Основно образовање се фокусирало на подучавање основних предмета као што су читање, писање и аритметика, док се средњeшколско образовање фокусирало на тривиум и квадривијум као наставни план и програм. Цариградски универзитет у Цариграду је формиран 425. године, а поново је основан 1046. године као центар правa.

### Војска
У V веку на Истоку је било пет армија од по 20.000 људи у два рода војске: стационарне граничне јединице (лимитанци) и покретне снаге (комитатенсие). Историчар Ентони Калделис тврди да је фискално растегнуто Царство могло да се носи са само једним великим непријатељем у VI веку. Исламска освајања између 634. и 642. довела су до значајних промена, теренске снаге из IV - VII века су трансформисане у јединице налик провинцијализованим милицијама са језгром професионалних војника. Држава је пребацила терет издржавања војске на локално становништво и током периода владавине цара Лава VI (в. 886–912) овај начин финансирања је уврштен у порески систем, при чему су се провинције развиле у војне регије познате као themata (теме). Упркос многим изазовима, историчар Ворен Тредголд наводи да су теренске снаге Источног римског царства између 284. и 602. године, биле најбоље у западном свету, док историчар Ентони Калделис сматра да су током освајачког периода Македонске династије (в. 867–1056. године), били најбољи у историји царства.
Војна структура се диверзификовала како би укључила војнике налик милицији везаним за регионе, професионалне тематске снаге (турма) и царске јединице углавном са седиштем у Константинопољу (тагмате). Све више су се запошљавали и страни плаћеници, међу којима је и познатији тагма пук Варјази, који су чували цара. Тематске милиције оријентисане на одбрану постепено су замењене специјализованијим офанзивним теренским армијама, које су такође могле да се супротставе генералима који су се побунили против цара. Када се царство ширило, држава је почела да замењује тематску војну службу за готовинско плаћање: у 10. веку је било 6.000 Варјага, још 3.000 страних плаћеника, а када се рачунају плаћени и неплаћени војници грађани, војска је на папиру износила 140.000 (један војник је био експедиција и 50 војника на терену). више од 40.000).
Влада се примарно ослањала на тагмате, плаћенике и савезнике — што је довело до занемаривања одбрамбених способности и други видови војника су постали мање значајни. Најамничке војске би додатно подстакле политичке поделе и грађанске ратове који су довели до колапса у одбрани Царства и резултирали значајним губицима као што су Италија и срце Анатолије у XI веку. Велике војне и фискалне реформе под царевима из династије Комнина након 1081. године поново су успоставиле скромну, адекватно плаћену и компетентну војску. Међутим, трошкови нису били одрживи и структуралне слабости приступа владара из династије Комнина – наиме, ослањање на фискална изузећа која се називају пронија – су потпуно дошле до изражаја након краја владавине цара Манојла I (в. 1143–1180).

### Морнарица
Морнарица је доминирала источним Медитераном и била је активна и на Црном мору, Мраморном мору и Егејском мору. Империјалне поморске снаге су реструктуиране да би изазвале арапску поморску доминацију у VII веку, а касније ће их као доминантна поморска сила заменитии Млечани и Ђеновљани у XI веку. Морнаричке патроле, заједно са ланцима осматрачница и ватреним сигналима који су упозоравали становнике на претње, створиле су обалску одбрану Царствa и биле су у надлежности три теме (Кибириоте, Егејско море, Самос) и царске флоте која се састојала од плаћеника попут Нордијаца и Русa који су касније постали Варјази.
Нова врста ратне галије, дромон, појавила се почетком шестог века. Вишенаменска варијанта, хеландија, појавила се за време владавине цара Јустинијана II (в. 685–711) и могао се користити за транспорт коњице. Галије су биле на весла, дизајниране за обалску пловидбу, а процењује се да ће моћи да раде до четири дана у исто време. Галије су опремљене справама за испаљивање грчке ватре 670-их година, када је цар Василије I (в. 867–886) развио професионалне поморце, ова комбинација је контролисала муслиманску пиратерију. Дромони су били најнапредније галије на Медитерану, све до развоја дромона званог galeai у X веку који је заменио дромоне развојем западне (јужноиталијанске) варијанте из касног XI века.

#### Касно доба (1204—1453)
Владари Никејског царства који су поново заузели престоницу и Палеолози који су владали до 1453. године, градили су морнарицу на темељима постављеним у периоду владавине Комнина. Испрва су постојале четири врсте војних јединица — Телематари (војници добровољци), Гасмулои и Цаконес/Лаконес на јужном Пелопонезу (морнари), и Проселонтес/Просалентаи (веслачи)—али издржавање и финансирање сталних снага није било одрживо, тако да су се углавном ослањали на плаћенике као војнике и пореске олакшице за пронијаре који су давали мале снаге углавном коњице. Флота је распуштена 1284. године и покушано је да се поново формира, али су Ђеновљани саботирали тај покушај. Историчар Џон Халдон тврди да је временом разлика између теренских трупа и гарнизонских јединица на крају нестала јер су ресурси били ограничени. Чести грађански ратови додатно су исцрпљивали Царство, које су сада све више подстицали странци као што су Срби и Турци да би добили територијалне уступке, а цареви су зависили од плаћеника који су задржали контролу, све време суочавајући се са последицама Црне смрти. Стратегију ангажовања Турака најамника за вођење грађанских ратова цареви су више пута користили и увек је доводила до истог исхода: потчињавања Турцима.

## Становништво

### Транзиција у хришћанску царевину
Додељивање држављанства широм Царства 212. године, неки савремени историчари сматрају прекретницом. Римско држављанство је било иновација римске државе. Међутим, одлука из 212. године је утицала на две трећине становништва Царства, суштински променивши његову природу. На пример, 249. године, Деције је захтевао од свих поданика да принесу јавну жртву боговима за Царство, што је после 212. било без преседана по обиму и означило је напредак ка јединственој верској пракси.
Диоклецијанове уставне реформе из 284. године окончале су фасаду дикархије створену реформама од стране Августа које су створиле принципат, који се сматрао формирањем нове државе. Држава је почела више да се меша у приватне ствари породица, као што су земља и ропство. Константинова подршка хришћанству и померање царског седишта на исток трајно су променили структуру моћи: формирање Византијског сената обезбедило је Истоку политичку независност. Теодосије је издао низ едикта који у суштини забрањује паганску религију: паганске жртве, церемоније и приступ паганским богомољама били су ограничени. Верује се да су последње Олимпијске игре одржане 393.

### Сиромаси
Почев од Хомеровог доба постоје две речи који означавају две врсте сиромаштва. Под речју пенис (грч. πένης) подразумева се извесна активност одређене особе, која, међутим, није довољна да би обезбедила њен сигуран опстанак; за разлику од речи птохос (грч. πτωχος), под којом се мисли на пасивно сиромаштво. Поред тога, постојале су и помоћне речи, као што је нпр. деоменос (грч. δεόμενος, тј. „сиромах”), које су се користиле при описивању сиромаштва као стању оскудице, довољно велике да од 3. века буде сматрана званичном дискриминацијом у слободном друштву. Из једног текста који је пренет у Дигестама из 533. године, сазнајемо да се сиромашним сматрао онај ко није располагао сумом од педесет златника (грч. aurei). За оно време то је била скромна сума, али не и занемарљива.

### Робови
У време Диоклецијанових реформи било је 3 милиона поробљених људи (или 15% становништва). Историчар Ротман описује ропство током овог периода, као "различите степене слободе". Претходне улоге робова постале су високо тражене професије слободног тржишта (попут тутора), а држава је охрабривала колоније, закупце везане за земљу, као нову правну категорију између слободних и робова. Године 294. је забрањено поробљавање деце; цар Хонорије (393–423) је почео да ослобађа поробљене људе који су били ратни заробљеници, а касније ће цареви ослобађати робове у земаљама које су покорили. Хришћанство као институција није имало директан утицај, али је државна политика забрањивала поробљавање хришћана, постојала су ограничења у трговини хришћанима и до VI века дужност епископа је била  да откупи хришћане, ове промене су обликовале византијско робовласништво од 8. века надаље.
Ропство је наставило да буде део друштва због сталног приступа људима који нису били хришћани као и због тога што су цене на тржишту робова биле стабилне.

### Сељаци
Као и све средњовековне земље, и Византија је била претежно рурална. Још је цар Лав IV (886—912) у свом војничком приручнику „Тактика” истакао важност сељака (грч. γεωργική — георгики) који су хранили и давали војнике. Попут њега, и цар Роман I Лакапин (920—944) у једном свом едикту из 934. сматрао је сељаке главнином пореских обвезника који су издржавали државу и њену војну машинерију. За сељака се обично користила реч „георгос”, што у преводу значи „земљорадник”, мада је постојало и других термина. Називани су још и „икодеспоте” (грч. οήκοδεσπόται, тј. „домаћини”) и „хорите” (грч. χωρείται, тј. „сељани”). У старијим документима становници села углавном се помињу као „парици” (грч. πάροικοι), а ова реч развила је своје значење од „насељеника” до зависног „сељака”.

### Војници
У Византији је рат увек био саставни део животне стварности, а војник део свакодневице. Током хиљадугодишње историје Византијског царства скоро да није било године која би прошла без иједног ратног похода. Због тога, војник је био једна од најзначајнијих појава у држави, што, међутим, није карактеристично само за Византију.

### Професори
Византијски предавачи, било да је реч о учитељима основног образовања или професорима граматике, реторике или филозофије, били су наследници једне врло старе традиције која вуче корене још из V века п. н. е. Тек у хеленистичко доба образовни систем је уобличен у форму која се, уз неизбежне промене, задржала кроз читав римски и византијски период грчке историје, све док Цариград 1453. године, није потпао под османлијску власт. Образовање је било тростепено.

### Жене
Положај жене у Византијском царству у суштини представља положај жене у старом Риму трансформисан увођењем хришћанства, при чему су одређена права и обичаји били изгубљени и замењени, док су други опстали.
Постојале су поједине византијске жене познате по својим образовним достигнућима. Међутим, опште гледиште о образовању жена било је да је довољно да девојка савлада кућне дужности и да проучава животе хришћанских светаца и научи псалме напамет и да научи да чита како би могла да проучава библијске стихове — иако је писменост код жена понекад била обесхрабрена јер се веровало да може подстаћи порок.
Римско право на развод постепено је избрисано након увођења хришћанства и замењено је законским раздвајањем и поништењем брака. У Византијском царству брак се сматрао идеалним стањем за жену, а само манастирски живот се сматрао легитимном алтернативом. У браку се сексуална активност сматрала само средством репродукције. Жене су имале право да се појаве пред судом, али њено сведочење се није сматрало једнаким сведочењу мушкарца, и могло је бити оспоравано на основу пола, ако би се супротставило сведочењу мушкарца.
Од VI века постојао је растући идеал родне сегрегације, који је налагао да жене треба да носе вео и да се виде у јавности само када иду у цркву. Иако тај идеал никада није у потпуности спроведен, утицао је на друштво. Закони цара Јустинијана I омогућили су мушкарцу да се разведе од своје жене због посете јавним установама као што су позоришта или јавна купатила без његове дозволе. Цар Лав VI је забранио женама да буду сведоци пословним уговорима са аргументом да ће то доведсти до доласка у контакт са мушкарцима. У Константинопољу се од жена више класе све више очекивало да се држе посебног женског одељења (гинеконитис), а до VIII века је описано као неприхватљиво да се неудате ћерке упознају са мушкарцима који нису део фамилије. Док су се царске жене и њихове пратиље појављивале у јавности поред мушкараца, жене и мушкарци на царском двору одвојено су присуствовали царским банкетима све до успона династије Комнина у XII веку.
Источноримске и касније византијске жене задржале су римско право да наслеђују, поседују и управљају својом имовином и потписују уговоре, права која су била далеко супериорнија од права удатих жена у средњовековној католичкој западној Европи, пошто ова права нису укључивала само неудате жене и удовице већ и удате жене. Законско право жена да рукују сопственим новцем омогућило је богатим женама да се баве бизнисом, међутим жене које су активно морале да пронађу професију да би се издржавале нормално су радиле као домаћице или у домаћим областима као што су прехрамбена или текстилна индустрија. Жене су могле да раде као лекари и пратиоци пацијената и посетилаца у болницама и јавним купатилима, уз подршку власти.
Након увођења хришћанства, жене више нису могле да буду свештенице, али је постало уобичајено да жене оснивају и управљају женским манастирима, који су функционисали као школе за девојчице, као азили, сиротињске куће, болнице, затвори и домови за жене и многи други. Византијке су се бавиле друштвеним радом као сестре мирјанке и ђаконице.

### Државни чиновници
У VIII и IX веку, државна служба је представљала најчешћи пут до аристократског статуса. Међутим, почевши од IX века, грађанској аристократији је парирала земљопоседничка аристократија. Према неким студијама о византијској власти, политиком XI века доминирала је конкуренција између цивилне и војне аристократије. Током овог периода, цар Алексије I је предузео важне административне реформе, укључујући стварање нових дворских титула и канцеларија.

### Друштвено-економски односи
Пољопривреда је била главна област рада на основу које је држава убирала порез; држава је настојала да све веже за земљу ради продуктивности. Већина земљишта се састојала од малих и средњих парцела око села, са породичним фармама које су биле примарна јединица за обављање пољопривреде. Колони, понекад називани прото-кметовима, били су слободни грађани, иако историчари још увек расправљају о њиховом тачном статусу.
Еклоге из 741. године учиниле су брак хришћанском институцијом а не приватним уговором, где је еволуирао упоредо са повећаним правима робова и променом односа моћи. Брак се сматрао институцијом за издржавање становништва, пренос имовинских права, издржавање старијих у породици; а царица Теодора је додатно сматрала да је потребно ограничити сексуални хедонизам. Жене су се обично удавале између 15 и 20 година, а просечна породица је имала двоје деце. Развод би се могао обавити уз обострану сагласност, али би временом био ограничен, на пример, био би дозвољен само ако се удата особа придружила манастиру.
Наследно право је било веома развијено, укључујући и уређено наследно права за све жене. Историчар Ентони Калделис тврди да су ова права можда била оно што је спречило фомирање великих поседа и наследног племства способног да застраши државу. Преваленција удовица (процењује се на 20%) значила је да су жене често контролисале породичну имовину као главе домаћинстава и предузећа, чиме су доприносиле успону неких царица на власт. Жене су имале значајну улогу као порески обвезници, власници земљишта и подносиоци петиција, често покушавајући да реше имовинске спорове на суду.

### Језик
Латински и грчки су били примарни језици позног Римског царства, при чему је Латински преовладавао на западу, а Грчки на истоку. Иако је латински био историјски важан у војсци, правном систему и влади, његова употреба је опала на византијским територијама од 400. године нове ере. Грчки је почео да га замењује чак и на тим функцијама у време цара Јустинијана I, који је можда покушао да заустави опадање Латинског. После тога је његово изумирање на истоку било неизбежно. Сличан процес лингвистичке хеленизације догодио се у Малој Азији, чији су становници углавном напустили своје домородачке језике и прешли на грчки до раног византијског доба. Ипак, велики део становништва Јустинијановог мултиетничког царства не би знао ни латински ни грчки, посебно у руралним областима—њихови језици су укључивали јерменски у домовини тог народа, арамејски дијалекти као што су сиријски у Месопотамији и Леванту, коптски у Египту, феничански на обали Леванта и у северној Африци и Берберски у северној Африци.
Царство је изгубило своју етничку разноликост у борбама које су уследиле после Јустинијанове владавине и до VIII века је у великој већини говорио се грчки. Током овог немирног периода, класични атички грчки — један од лингвистичких дијалеката које су наследили византијски Грци — изашао је из употребе, док су се још увек користили свакодневни народни дијалекти. Пошто је царство стекло извесну стабилност од IX века па надаље, а посебно после рестаурације Комнина, атички грчки се вратио у моду за писана дела. У феномену званом диглосија, јаз између народног говорног грчког, који је ретко писан у објављеним делима, и књижевних дијалеката који се говоре само у формалном контексту, постао је веома широк.

Током периода Палеолога, иако су класично писана дела остала нормалан стил, писци инспирисани Западом почели су да користе више народних елемената, посебно за романсе или скоро савремене историје. Један пример је Хроника Мореје, коју је вероватно написао француски имигрант који није познавао формалну грчку књижевност и који је у своје дело укључио говорни грчки. Сав такав писани народни језик био је у облику стиха, поставши родоначелник модерне грчке поезије, док је проза остала класично писана.

### Одевање
Историјски извори су оскудни о византијској ношњи, али се зна да се на двору носила препознатљива одећа, док су мушкарци и жене из народа поштовали одређене конвенције одевања. Модни трендови су почели у провинцији, а не у главном граду који је био конзервативнији. Царска хаљина је била усредсређена на лорос, цангију и круну која је представљала Царство и двор.  Loros потиче од trabea triumphalis, церемонијалне тоге коју су носили конзули; била је више значајна у ранијем периоду Византије, показујући наставак традиције Римског царства. Џенифер Бол тврди да је хламија (врста огртача) који је настао у војсци била нешто налик савременом оделу и еволуцији огртача палудаментум који су носили аристократе мушкарци, укључујући и цара током раног царства. У средњем добу, хаљине су замениле тунику у женској моди. У позном периоду долази до већег утицаја негрчких култура на одевање, као што су италијанска (Ђенова, Венецијанска), турска (османска) и бугарска.

### Кухиња
Гозба је била главни део византијске културе са савременим италијанским високим стандардима гастрономије под утицајем овог доба, што је укључивало употребу чистих столова и виљушки. Храна које би и данас биле препознатљива а јела се у Византији укључује: сухомеснато месо звано пастон, баклаву, фета сир, слану икру, црноморски кавијар, ферментисани рибљи сос, тиропита, долмаде и супе Tarhana У исхрани се користио патлиџан и наранџа. Пила су се чувена средњовековна слатка вина као што су малвазија из Монемвасије, командарија, и истоимено вино Румнеј, као и пиво од проса (познато као боза) и рецина.

### Рекреација
Трке кочија одржаване су од ране ере до 1204. године, постајући један од најдужих спортских догађаја на свету. Пантомима и неке представе дивљих животиња биле су истакнуте све до VI века. Пошто хришћански епископи и пагански филозофи нису волели ове активности, државно финансирање њих је престало, што је довело до њиховог опадања и преласка на приватну забаву и спорт. Персијску верзију пола коју су увели крсташи под називом Циканион играло је племство и урбана аристократија у великим градовима током средњег и позног доба, као и спорт надметања уведен са Запада. Временом су табле за игре попут тавлија постале све популарније.

## Економија
Након поделе Западног и Источног римског царства, Запад је постао политички нестабилан, били су учестали друшвени немир, грађански ратови и напади других држава или народа. Насупрот томе, Византија је остала релативно стабилна, омогућавајући раст успешне и отпорне привреде. Институционална стабилност, као што је присуство правног система и одржавање инфраструктуре, створило је сигурно окружење за економски раст. 530-их година, територија царства обухватала је и огромну популацију око 30 милиона људи и широк распон природних ресурса. Византинци су имали приступ ресурсима као што су обилни рудници злата на Балкану или плодна поља Египта. Велики делови византијског становништва живели су у многим урбанизованим насељима наслеђеним од раније уједињеног Римског царства. Константинопољ, престоница царства, био је највећи град на свету у то време; у њему је живело најмање 400.000 људи. Ови градови су наставили да расту током VI века, са доказима о масивним грађевинским пројектима који сугеришу да је византијска ризница остала јака. Током V и VI века, рурални развој се наставио упоредо са развојем градова; број документованих пољопривредних насеља значајно се повећао у овом периоду. Поновна освајања Северне Африке и Италије која је водио цар Јустинијан I су били скупи подухвати и исцрпљујућа кампања али је по окончању освјања дошло до поновног отворања средоземних трговачких путева и делова римског запада који су поново повезани са истоком.
Економија Византије била је међу најнапреднијим у Европи и Медитерану током неколико векова. Остатак Европе није могао да парира економској моћи Византије све до Позног средњег века.
Цариград је био примарна тачка важних трговинских мрежа и путева, које су се у различитим периодима простирали по скоро читавој Евроазији и северној Африци, посебно као главни зпадни терминус пута свиле. До прве половине VI века, сасвим супротно опадајућој моћи запада, економија Византије била је просперитетна и отпорна на ударе.
Јустинијанова куга и арапска освјања представљају значајну промену стања у Византији и означавају потоњи период опадања. Реформе Сиријске династије и репутација цара Константина V Копронима, јавни радови и пореске мере, обележиле су обнову која је трајала до 1204. године, невезано за територијалне губитке. Од X па до краја XII века, Византијско царство је пројектовало слику луксуза. Путници су били импресионирани богатством акумулираним у престоници.
Четврти крсташки рат проузроковао је поремећај византијске производње и трговачке доминације над западноевропљанима у источном Медитерану. Ови догађаји довели су до економске катастрофе за царство. Палеолози су покушали да обнове економију али позна византијска држава није повратила пуну констролу над водећим домаћим или економским чиниоцима. Постепено, Цариград је такође изгубио свој утицај на модалитете трговине и механизме за успостављање цена, контролу над токовима и протоком племенитих метала, а према појединим научницима, Цариград је чак изгубио контролу над ковањем новца.
Једна од основа економије Византије била је трговина, на шта је утицао поморски карактер царства. Тканине су биле најважнији извозни производ; свила је извожена у Египат и пронађена је у Бугарској као и на западу. Државе је строго контролисала спољашњу и унутрашњу трговину, задржавајући монопол над израдом новца, као и одржавајући стабилан и флексибилан монетарни систем прилагодљив потребама трговине.
Влада је покушала да изврши формалну контролу над каматним стопама и одреди параметре за делатност еснафа и корпорација, за које је имала посебан интерес. Цар и његови званичници интервенисали су у кризним временима како би обезбедили набавку капитала и задржали ниске цене житарица. Коначно, држава је део вишкова често прикупљала опорезивање, враћала га у промет, прерасподелом у виду плата државним функционерима, или у виду улагања у јавне радове.
Географске и поморске предности царства смањиле су трошкове транспорта робе и олакшале трговину, чинећи га кључним покретачем економског раста од антике до посткласичног периода. Инфраструктура, укључујући путеве, јавне зграде и правни систем, подржавала је трговину и друге економске активности. Региони попут Мале Азије, острва Егејског мора, Египта, Леванта и Африке напредовали су као зрели економски центри упркос политичким изазовима и војној несигурности. Од средине VI века па надаље, куге, инвазије и ратови су довели до опадања становништва и привреде, што је довело до колапса древне економије. Велики градови попут Константинопоља, Антиохије, Александрије и Солуна наставили су да издржавају значајну популацију која је прелазила 100.000, док је село прешло у утврђена насеља. Ова рурална подручја су се развила у засеоке и села, одражавајући економски помак између историјских периода ка ефикаснијем коришћењу земљишта.
Мала густина насељености подстакла је цареве да подстичу миграцију и пресељење, стимулишући пољопривреду и демографски раст. До IX века привреда је почела да оживљава, обележена повећаном пољопривредном производњом и урбаном експанзијом. Напредак у науци, техничком знању и писмености дао је царству конкурентску предност над суседима. XI и XII век су били сведоци сталног и брзог раста становништва, што је означило врхунац овог препорода. Италијански трговци, посебно Млечани, Ђеновљани и Пизани, преузели су контролу над међународном трговином, смањујући тако утицај домаћих трговаца. Политички систем је постајао све екстрактивнији и ауторитарнији, што је допринело колапсу царства 1204. године.
Пад Цариграда током Четвртог крсташког рата 1204. године, уништио је вековима његово богатство. Велики земљишни поседи су конфисковани, а царство се распарчало на мање крње државе којима су владале конкурентске фракције, чинећи управљање неефикасним и повећавајући трошкове пословања. Држава је постепено губила контролу над трговинском праксом, регулацијом цена, одливом племенитих метала, а можда чак и ковањем новца. Италијански трговци су даље доминирали трговином пошто су догађаји из 1204. године, отворили Црно море западним трговцима, трајно променивши богатство царства. Фармери и произвођачи су све више производили робу за локалну употребу и били су погођени несигурношћу сталног ратовања. Упркос овим изазовима, мешовита економија царства (коју карактеришу државне интервенције, јавни радови и либерализација тржишта) остала је модел средњовековне економске прилагодљивости, чак и када се погоршала под спољним притисцима.

## Култура
Византијска култура није била ограничена само на подручју ликовне уметности. Већ смо приметили да је цар Јустинијан I учинио значајан допринос што се тиче правних наука. Његовом кодификацијом римских права настао је , који ће бити темељ правног система многим потоњим Западним земљама. Константинопољ је био такође важно место што се тиче књижевности, филозофије и теологије. Иако је цар Јустинијан I затворио паганске академије, каснији византијски цареви подстицали су развој хуманистичких и теолошких наука. Након владавине цара Ираклија I (610—641), од латинске културе, која је продрла на Исток нарочито за време цара Јустинијана I, преостало је тек право, односно правна наука, или остаци бирократског и војничког језика. Немогуће је било исправити тај прелом до којег је дошло у VII веку, и стога ће и Латини средњег века бити сматрани варварима.

Под Македонском династијом, византијска култура је процветала, универзитет у Константинопољу обновио је филозофске и правне студије, а грчка литература је очувала античку традицију увевши притом нове елементе у виду популарне нарације. Делатношћу истакнутих људи попут патријарха Фотија из IX века, цара Константина VII Порфирогенита из X века и Михаила Псела из XI века, створени су предуслови за ренесансу епохе Комнина и Анђела. Ентузијазам према античкој литератури је била карактеристична одлика овог времена. Хесиод, Хомер, Платон, историчари Тукидид и Полибије, оратори Исократ и Демостен, писци трагедијâ и комедијâ и остали еминентни представници различитих секција античке литературе били су изучавани и имитирани од стране писаца XII века и почетка XIII века. Ово имитирање углавном се огледа у језику, који је у претераној тенденцији ка чистоти атичког дијалекта постао извештачен, крупноречив, неретко тежак за читање и разумевање, сасвим другачији од језика којим се онда говорило.
Премда су везе између Константинопоља и Запада током векова биле затегнуте, оне су ипак остале готово нетакнуте. Пре свега, многа дела на грчком језику су се преко арапских преписа појавила на Западу, након што су била изгубљена читав низ векова обележених продором варвара и губљењем тековинâ античке културе. Филозофске расправе Аристотела постала су доступна Западњацима у касном XII и раном XIII веку и то на латинском или арапском преводу. До XV столећа грчки је постао недалеко знан језик на Западу. Пре тога се зна да су Петрарка и Бокачо из XIV столећа имали потешкоћа при налажењу оних који би их евентуално подучили том језику. У XV веку ситуација се мења. Фактор који је утицао на то да ренесанси човек заволи класику јесте присуство учењака грчког говорног подручја који су се стицајем прилика нашли у Италији.
Значај реинфузије грчке културе може се лако приметити тиме што би се бацио поглед на велике италијанске библиотеке из XV века. Од близу четири хиљада књига у ватиканској библиотеци, према каталогу из 1484. године, хиљаду њих је било на грчком, од којих је већина из Константинопоља. Језгро велике библиотеке Св. Марка у Венецији чиниле су грчке књиге из колекције кардинала Висариона који их је откупио са Истока уочи Фирентинског сабора где су се ради договора у вези уније састали 1438. године, представници Грчке и Латинске цркве. Поред књига, кардинал Висарион је довео и истакнутог учењака — Гемиста Плетона, који је предавао платоничку филозофију одушевљеним Фирентинцима. Овај догађај надахнуо је Козима Медичија да субвенционише колекцију, превод и изучавање Платонове филозофије под руководством Марсилија Фичинија. И тако је Фичинијева Платоничка академија постала окупљалиште за изучавање филозофских идеја.
Пад Константинопоља под османску власт 1453. године, приморао је многе грчке учењаке да емигрирају на Запад, углавном у Италију. Њихово присуство појачало је интересовање за грчке науке. Убрзо су преузели катедре у многим школама водећих италијанских градова. Подучавали су језик, састављање текстова, писање коментара и неговали су интересовање не само у грчко-паганско учење, него и у литературу грчких Отаца. До краја XV столећа, позната штампарија Алдина Мануција издала је читаву серију грчке класике да би изашла у сусрет великој потражњи за таквим радовима. Овај нови извор знања и учености раширио се брзо западном Европом, тако да су у XVI столећу грчке науке постале обавезан и саставни део свих хуманистичких и теолошких наука.

## Уметност
Византијска уметност, то су једноставно речено источњачка и грчко-римска традиција прожете хришћанском идејом, по којој је цар представник Бога на земљи. Уметност треба да материјализује божје законе тј. да је један апсолутни поредак божјег порекла. Скулптура је као незнабожачка било слободна или у рељефу потпуно напуштена. Сведена је на ситну пластику у драгоценим металима и слоновачи. Ентеријери су декорисани фреском и мозаиком који је због своје трајности назван и „вечитим сликарством”. У њему је достигнуто савршенство ликовних и техничких вредности. У архитектури је употребљавана цигла као основни материјал, у конструкцији купола а за спољну декорацију комбинација камених плоча и цигле.
Теме у византијској уметности били су првенствено хришћанске и типично ненатуралистичке. Излазећи из најраније хришћанске и из касноантичке уметности, многи рани примери су изгубљени усред римског прогона; фрагментирани мозаици цркве Дура-Еуропос из III века су јединствен изузетак. Такви византијски мозаици, познати по свом златном колориту, постали су заштитни знак царства и појављују се на верским али и свим другим објектима. Овакви мозаици део су Базилике Светог Виталија, Цариградског хиподрома и Цариградске велике палате. Почетком VI века, током владавине цара Јустинијана I дошло је до системског развоја у домену уметничког стваралаштва: религиозна уметност је постала доминантна, а некада популарна јавна мермерна и бронзана монументална скулптура је изгубила на значају због паганских асоцијација. Цар Јустинијан I је примарни ктитор Аја Софије (храма Божанске Премудрости), чији су утицајни елементи постали архитектонска обележја царства: огромна величина, масивна купола, иновативна употреба пандатива и веома декоративна унутрашњост имитирана је чак на северу до катедрале Свете Софије у Новгороду и Саборног храма Свете Софије у Кијевуу. Творци Аја Софије, инжењери-архитеке Исидор из Милета и Антемије из Трала, су изузетно цењени; већина византијских уметника није забележена и обично се сматрало да су од мале важности.
Уметност мањих размера цветала је током читавог трајања царства: скупе резбарије од слоноваче — често као диптих (Барбенијева слоновача) или триптих (Харбавил триптих) — представљале су теме царске власти или религиозне сцене и биле су посебно цењене, као и метални радови и емајли. Остали скупи предмети укључивали су илуминисане рукописе, који су били раскошно илустровани за широк спектар текстова, и свиле, често укључујући цењену царску љубичасту боју, а оба су постала веома популарна у западној Европи. Пораст броја малих, преносивих иконастаса, које се користе и за јавно и за приватно верско богослужење, постало је све контроверзније. Током два периода византијског иконоборства (726–843), вероватно под утицајем исламских забрана визуелних приказа на тему религије, иконе су се суочиле са тешким потискивањем и огромна количина фигуративне верске уметности је уништена. Иконокласти су осудили њихову употребу, поредећи их са паганским идолопоклонством и приписујући недавне поразе Омајада као божанску одмазду за њихову употребу. Иконофили су на крају преовладали, задржавши своју суштинску употребу за поштовање, сматрани различитим од богослужења, и нашли преседан у јеванђелским референцама.
Постиконокластичка македонска уметност (867–1056) доживела је културну ренесансу, од чега је сачувана огромна количина уметничких дела. Предмети и стилови постали су стандардизовани, посебно крстокуполне цркве, а већ постојећа фронталност и симетрија су еволуирали у доминантну уметничку естетику, што се види на великим мозаицима у Осиос Лукаса, Манастиру Дафни и Неа Монију. У наредном периоду владавине Комнина - Анђела (1081–1204) дошло је до већег покровитељства цара, заједно са фигуративним уметничким делима појачаног емоционалног израза(Мртви Христос и ожалошћени, око 1164. године) . Византијски уметнички утицај се проширио на Норманску Сицилију (Мадридски скилица) и Венецију (мозаици базилике Светог Марка). Српске цркве су цветале, три узастопне школе градитељства — рашки (1170–1282), српско-византијски стил (1282–1355) и моравски (1355–1489) – комбиновале романичку естетику са све обимнијим украсима и куполама. Мања дела из периода палеологанске ренесансе (1261–1453) стекла су статус реликвија у западној Европи — многа од ових дела су опљачкана у Четвртом крсташком рату 1204. године, — у у великој мери су утицали на итало-византијски стил Чимабуеа, Дуча ди Буонинсења, а касније и Ђота, преко кога је италијанска историја уметности традиционално инугурисала сликарство.

### Књижевност
Византијска књижевност се односи на сву грчку књижевност из средњег века. Иако је Царство било језички разнолико, огромна већина постојећих текстова је на средњовековном грчком, у две диглосичне варијанте: научна форма заснована на атичком грчком и народни језик заснован на грчком језику Коине. Већина савремених научника све средњовековне грчке текстове сматра литературом, али неки научници постављају различита ограничења и хронолошке оквире у овој подели. Током раног периода књижевности (око 330–650) доминирале су конкурентске културе хеленизма, хришћанства и паганизма. Грчки црквени оци — образовани у древној грчкој реторичкој традицији — настојали су да синтетишу ове утицаје. Важни рани писци укључују Светог патријарха Јована Златоустог, Псеудо-Дионисија Ареопагита и Прокопија, који су сви имали за циљ да поново осмисле старије облике како би се уклопили у царство. Теолошке приче о чудима биле су посебно иновативне и популарне; Изреке пустињских отаца (Apophthegmata Patrum) су преписивани практично у сваком византијском манастиру.  Током византијског мрачног доба (око 650–800), развијено књижевно стваралаштво је углавном замрло, иако су били активни поједини значајни теолози, као што су свети Максим Исповедник, свети патрихарх Герман I Цариградски и свети Јован Дамаскин.
Каснија културна македонска ренесанса (око 800–1000 ; „период енциклопедизма“) довела је до обновљене пролиферације књижевности и оживела је ранију хеленско-хришћанску синтезу. Дела Хомера, старогрчких филозофа и трагичара су преведена, док је хагиографија у великој мери реорганизована. После овог раног процвата монашке књижевности, дошло је до застоја, све до рада светог Симеона Новог Богослова крајем Х века. Нова генерација (око 1000–1250), укључујући Симеона, Михаила Псела и Теодора Продрома, одбацили су енциклопедистички нагласак на поретку и били су заинтересовани за индивидуално фокусиране идеале који се различито односе на мистицизам, ауторски глас, херојство, хумор и љубав. Ово је укључивало хеленистички инспирисану византијску романсу и витешке приступе у реторици, историографији и утицајном епу Digenis Akritas. Последњи векови царства су доживели обнову хагиографије и повећан утицај Запада, што је довело до масовних превода са грчког на латински. Аутори као што су Георгије Гемистос Плетон и Василије Висарион дали су примере новог фокуса на људске пороке упоредо са очувањем класичних традиција, што је у великој мери утицало на италијанску ренесансу.

### Музика
Византијска музика еклектично потиче од ранохришћанске обичне песме, јеврејске музике и низа античке музике, иако њене тачне везе са старогрчком музиком остају неизвесне. Иако је обухватала и сакралне и световне традиције, ова друга је мало позната, док прва остаје централна музика источне православне литургије у XXI веку. Црквена музика царства, позната као византијско појање, била је искључиво монодична вокална музика без пратње, певана на грчком. Од VIII века па надаље, мелодије певања су биле реализоване у оквиру Oktōēchos, скупом од осам модуса — одјека (ἦχος) — сваки од њих обезбеђује унапред одређене мотивске формуле за композицију. Ове формуле су изабране за правилно наглашавање текста, а повремено и за сликање текста, а затим су кроз центонизацију спојене у химне или псалме.
Византијско појање је било централно у византијском обреду ; међутим, музика из раног периода није бележена.укључујући ране монострофне кратке химне попут тропара. Док је прото-екфонетска нотација (IX век па надаље) означавала једноставне рецитационе обрасце, неуматски палео-византијски систем нотације појавио се у Х веку, док је средњовизантијска „Округла нотација“ од средине ХII века па надаље прва потпуно дијастематска шема. Неколико главних облика развило се заједно са познатим композиторима, дуги кондак (V век па надаље), популаризован од Романа Мелодистае; такође обимни канон (крај VII века па надаље), који је развио Андреј Критски; и краћи стихерон (најмање од VIII века па надаље), за који се залаже Касија. До периода Палеолога, доминација строгих композиционих правила се смањила и Јован Кукузељ је предводио нову школу која је фаворизовала више орнаментални „калофонски” стил који би дубоко информисао пост-царску неовизантијску музику.
Секуларна музика, често спонзорисана од стране државе, била је свеприсутна у свакодневном животу и представљена је на разним церемонијама, фестивалима и позоришту. Секуларна вокална музика је ретко била забележена, а постојећи рукописи датирају много касније, што сугерише да је традиција прошла кроз усмену традицију и вероватно је било импровизована. Велики број византијских инструмената је цветао у секуларном контексту и били су забрањени за употребу у богослоужењу, иако нотна инструментална музика није сачувана до данас. Неизвесно је у којој мери су инструменталисти импровизовалиили да ли су удвостручили вокале монофоно или хетерофоно. Међу најпознатијим инструментима су хидрауличне оргуље, које су коришћене за догађаје у циркусу и на двору; аулос старогрчког порекла, дувачки инструменти; тамбуре, жичани инструмент; и углавном популарно византијска лира. Истакнути жанрови укључивали су акламације у знак похвале или поздрава; акритичке песме; и инструменталне банкети, засновани на античким симпозијумима; и плесну музику.

## Наука и медицина
Византијска наука је имала важну и пресудну улогу у преношењу класичног знања исламском свету и ренесансној Италији. Многи од најугледнијих класичних научника заузимали су високе позиције у Источној православној цркви. Ова средњовековна грчка наука није била заснована само на научним расправама из антике, већ је црпила и из исламских, латинских и хебрејских дела, што је помогло да се предводи нови развој све до XI и XII века.
Александријски филозоф Јован Филопон је први довео у питање аристотеловску физику. За разлику од Аристотела, који је своју физику заснивао на вербалним аргументима, Филопон се ослањао на запажања. Филопонова критика аристотеловских принципа физике била је инспирација за побијање аристотеловске физике од стране Галилеа Галилеја током научне револуције много векова касније, пошто Галилео у својим делима суштински цитира Филопона.
Кључни људи су пренели важне традиције које су подржале ову науку, посебно у областима филозофије, геометрије, астрономије и граматике. На пример, архитекта храма Свете Софије, Исидор из Милета (око 530. године), саставио је Архимедова дела која је Лав Математичар (око 850. године) укључио у формалне курсеве, и због тога је Архимедов Палимпсест познат данас. Јован Филопон и његове критике аристотеловске физике, фармаколог Педаније Диоскорид и птолејска географија и астрономија имали су важан утицај на западну науку, као што се види из Птолемејевог утицаја на Коперника и Филопона на Бонавентуру, Герсонида, Буридана, Орема и Галилеја.
Византинци су били пионири концепта болнице као установе која нуди медицинску негу и могућност излечења пацијената, као одраз идеала хришћанског милосрђа, а не само места за умирање, какав је раније био концепт.
Грчка ватра, која је могло да гори и на води, приписује се Византинцима. Имала је пресудну улогу у победи царства над Омајадским калифатом током опсаде Константинопоља (674–678). Откриће се приписује Калинику из Хелиопоља из Сирије који је побегао током арапског освајања Сирије. Међутим, такође се тврди да ниједна особа није измислила грчку ватру, већ да су је „измислили хемичари у Цариграду који су наследили открића александријске хемијске школе”.
Војне иновације су укључивале узенгију за јахање која је пружала стабилност стријелцима на коњу и драматично трансформисала војску; специјализована врста потковице; латенско једро, које је побољшало одзив брода на ветар.
У последњем веку царства, астрономија и друге математичке науке су се предавале у Трапезунту; медицина је интересовала готово све научнике. Пад Константинопоља 1453. године, подстакао је еру касније познату као „италијанска ренесанса“. Током овог периода, избегли византолошки научници су били углавном одговорни за пренос, лично и кроз писана дела, старогрчког граматичког, књижевног, математичког и астрономског знања у рану ренесансну Италију. У Италију су пренели и класична учења и текстове о ботаници, медицини и зоологији, као и дела Диоскорида и критику аристотеловске физике Јована Филопона.

## Религија
Када је римска држава на Западу политички пропала, појавиле су се културне разлике између хришћанских цркава на Западу и Истоку. Спорови унутар источних цркава довели су до тога да монашке заједнице мигрирају у Рим, ескалирајући тензије између Рима и Константинопоља.

Византијско царство је било теократија. За царство се говорило да њиме влада Бог преко цара. Џенифер Фретланд Ванворст тврди: "Византијско царство је постало теократија у смислу да су хришћанске вредности и идеали били темељ политичких идеала империје и снажно испреплетени са њеним политичким циљевима. Стивен Рансиман у својој књизи наводи:
Устројство Византијског царства заснивало се на уверењу да је то земаљска копија Царства Небеског. Као што је Бог владао на небу, тако и Цар, створен по његовом лику, треба да влада на земљи и извршава његове заповести ... Доживљавала је себе као универзалну империју. У идеалном случају, требало је да обухвати све народе Земље који би, у идеалном случају, сви требало да буду чланови једне истинске хришћанске Цркве, њене сопствене православне цркве. Као што је човек створен по лику Божијем, тако је и царство човеково на Земљи створено по лику Царства Небеског.
Опстанак царства на Истоку обезбедио је активну улогу цара у Црквеним питањима. Византијска држава је од паганских времена наследила административну и финансијску рутину управљања верским пословима, а то је примењено и на хришћанску цркву. Следећи образац који је поставио Јевсевије из Цезареје, Византинци су на цара гледали као на Христовог представника или изасланика, који је посебно одговоран за ширење хришћанства међу паганима и за „спољашње стране” религије, као што су администрација и финансије. Како истиче византолог Сирил Манго, византијско политичко размишљање може се сажети у мото „Један Бог, једно царство, једна религија”. Константинопољ се генерално сматра „колевком православне хришћанске цивилизације”. Царска улога у црквеним пословима никада се није развила у фиксниран, законски дефинисан систем. Пропадање Рима и унутрашњи раздор у другим источним патријаршијама учинили су Цариградску цркву, између VI и XI века, најбогатијим и најутицајнијим центром хришћанског света. Заштитник цариградске патријаршије (Новог Рима) је свети апостол Андреј Првозвани. Чак и када је империја била сведена само делић раније снаге, Црква је наставила да врши значајан утицај како унутар тако и изван царских граница. Како истиче Георгије Острогорски:
Цариградска патријаршија је остала центар православног света, са надлежношћу на митрополијама и архиепископијама у Малој Азији и на Балкану, над којима патријаршија сада нема превласт, као и надлежношћу на Кавказу, Русији и Литванији. Црква је остала најстабилнији елемент Византијског царства.
Непрестане контроверзе навеле су хришћане у Египту и источном Медитерану да поделе цркву на три гране: халкидонску, монофизитску (коптску) и несторијанску. Халкедонска група је остала доминантна у регионима под утицајем Царства, док су хришћани монофизити и несторијанци углавном дошли под муслиманску власт након успона ислама у VII веку.
Патријарси на истоку често су тражили интервенцију папе да би решили спорове, где би папа био арбитар у питањима доктрине и праксе, али папин ауторитет није био универзално признат, чак ни у оближњим регионима као што је северна Италија. До 600. године словенско насељавање Балкана пореметило је комуникацију између Рима и Цариграда и продубило поделу између два центра. Поред тога, арапске и лангобардске инвазије су додатно отуђиле цркве у Риму и Константинопољу, упркос њиховом историјском јединству. Ово растуће отуђење интензивирало је спорове везане за јурисдикције Константинопоља у односу на власт Рима.
Византијско монаштво је посебно постало „увек присутна карактеристика” царства, при чему су манастири постали „моћни земљопоседници и глас који се слуша у царској политици”.
Званичну државну хришћанску доктрину утврдило је првих седам васељенских сабора и тада је била дужност цара да је наметне својим поданицима. Царски декрет из 388. године, који је касније уграђен у Codex Justinianeus, наређује становништву царства да „преузму име католичких хришћана”, а све оне који се неће придржавати закона третира „лудацима и лудима”; као и следбеницима „јеретичких догмата”.
Упркос царским декретима и строгом ставу државне цркве, која је постала позната као Источна православна црква или источно хришћанство, источна православна црква никада није окупљала и представљала све хришћане у Византији. Манго верује да су у раним фазама империје „луде и глупе особе”—они које је државна црква означила као " јеретици "— били већина становништва. Поред пагана који су постојали до краја VI века и Јевреја, било је много следбеника — понекад чак и царева — разних хришћанских доктрина, као што су несторијанство, монофизитство, аријанство и павликијанство, чија су учења била у извесној супротности са главном теолошком доктрином коју су утврдили Васељенски сабори.
Још једна подела међу хришћанима настала је када је цар Лав III наредио уништавање икона широм царства. То је довело до значајне верске кризе, која се завршила средином IX века рестаурацијом икона. У истом периоду на Балкану се појавио нови талас пагана, углавном словенског порекла. Они су постепено христијанизовани, а у каснијим фазама историје Византије, источно православље је било вера већине хришћана и, уопште, већине људи у територијално умањеном царству.
Неспоразуми и сукоби око обреда, као што је употреба бесквасног хлеба у Евхаристији, и разлике у тачкама доктрине (као што су клаузула Филиоква и несторијанство), као и разлике у верским праксама (као што је целибат, па чак и пуштање браде), подвлаче све веће раздвајање њихових јединствених друштвених структура и култура. Теолошке разлике су постајале све израженије. Постојао је општи недостатак доброчинства и поштовања са обе стране. Цариградски патријарх је 1054. године, одбио да се потчини превласти римског папе. На крају, све је то довело до раскола Исток-Запад, познатог и као „Велики раскол“, који је званично раздвојио хришћанство на западни католицизам и источно православље.
Године 1439. предложен је споразум о поновном уједињењу између источне и западне цркве. Отпор народа на Истоку је омео овај план па је тек 1452. године декрет о унији званично објављен у Цариграду. Споразум је оборен већ следеће године падом Цариграда 1453. године. Освајање Цариграда 1453. године, уништило је православну цркву као институцију хришћанског царства коју је инаугурисао свети цар Константин I Велики, чиме је православље са грчког говорног подручја било ван додира са Западом скоро век и по. Међутим, црква је опстала у измењеном облику, а духовни и културни утицај источне цркве, Цариград и Света Гора су наставили да постоје.

### Јудаизам
Јевреји су били значајна мањина у византијској држави током историје, а према римском праву су чинили правно признату религијску групу. Византијско јеврејство је играло истакнуту улогу у средњовековном јеврејском свету. Караитски раскол и млетачка и ђеновљанска освајања током Четвртог крсташког рата увели су поделе, али оне нису значајно утицале на економски или културни живот јеврејске или хришћанске заједнице. У рановизантијском периоду њихова верска припадност је углавном била толерисана, али су потом уследили периоди напетости и прогона. Након арапских освајања, већина Јевреја се нашла изван царства; они који су остали унутар византијских граница су очигледно живели у релативном миру од X века па надаље.

## Наслеђе
У време пада Константинопоља, Византијско царство, које је било царство само по имену од Четвртог крсташког рата, било је сведено на три основне државе: Морејску деспотовину, Трапезунтско царство и Кнежевину Теодоро. Морејом су владала браћа цара Константина XI, деспот Тома Палеолога и деспот Димитрије Палеолог. Деспотовина Мореја је наставила да функционише као независна држава плаћајући Османлијама годишњи данак. Лоше управљање, неплаћање годишњег данка и побуна против Османлија коначно су довели до инвазије султана Мехмеда II на Мореју у мају 1460. године. након инвазије деспотовина Мореја престаје да постоји.
У Мореји је острво Монемвасија доспело под папину заштиту пред крај 1460. године, док се полуострво Мани потчинило Венецији. Трапезунтско царство, које се одвојило од Византијског царства само неколико недеља пре него што су Константинопољ заузели крсташи 1204. године, постало је последњи остатак и дефакто држава наследница Византијског царства. Напори цара Давида II Великог Комнина да окупи европске силе за анти-османски крсташки рат изазвали су рат између Османлија и Трапезунта у лето 1461. године. Након једномесечне опсаде, цар Давид II је 14. августа 1461. године, предао град Трапезунт, након чега је Трапезунтско царство престало да постоји. Кнежевина Теодоро опстала је још 14 година и пала је под османску власт у децембру 1475. године.
Султан Мехмед II и његови наследници су себе сматрали наследницима Римског царства. Сматрали су да су променили своју главну веру као што је то раније чинио цар Константин I Векики, и наставили су да називају своје покорене становнике источног Рима (православне хришћане) Рум/Rûm. Ова тврдња је постепено нестала како је Османско царство преузимало више исламски политички идентитет. У међувремену, подунавске кнежевине Влашка, Молдавија и Србија (чији су владари себе такође сматрали наследницима источноримских царева) пружале су уточиште православним избеглицама, укључујући и неке византијске племиће.
Након Константинове смрти, улогу цара као заштитника источног православља преузео је велики кнез Иван III Рјурикович, велики кнез Велике московске кнежевине. Оженио се Андрејевом сестром, Софијом Палеологином, чији ће унук, велики кнез Иван IV, постати први цар Русије (цар, што значи цезар, је израз који су Словени традиционално користили за византијске цареве). Њихови наследници су подржавали идеју да је Москва прави наследник Рима и Цариграда. Идеја о Руском царству као Трећем Риму одржала се у животу све до распада царства у Руској револуцији.
Источно римско царство је често идентификовано са апсолутизмом, православном духовношћу, оријентализмом и егзотиком, док је термин Византија или Византизам често синонимно коришћен за декаденцију, компликовану бирократију и репресију. Научници из источне и западне Европе су често посматрали Византију као скуп верских, политичких, филозофских и других идеја супротних Западу. Чак и у Грчкој током XIX века, фокус је био на античкој прошлости, док је византијска традиција била повезивана са негативним конотацијама.
Овај традиционални приступ Византији је делимично или у целини оспорен и ревидиран од стране савремених научника, који стављају фокус на позитивне аспекте византијске културе и наслеђа. Британска историчарка Аверли Камерун сматра неоспоривим византијске доприносе стварање средњовековне Европе. Камерун и Оболоенски признају главну улогу Византије у обликовању Православља, које заузима централно мијесто у историји, друштвима и културама Грчке, Румуније, Бугарске, Русије, Грузије, Србије и других држава. Византијски учени људи су такође сачували и очували античке рукописе због чега се сматрају преносиоцима античких знања, која су важан допринос савременој европској цивилизацији и претходитељ ренесансе и словенско-православних култура.
Као једина дугорочно стабилан држава у Европи током Средњег века, Византија је одржала западну Европу изолованом од новопридошлних сила на истоку. Стално на удару, удаљила је западну Европу од Персијанаца, Арапа, Турака Селџука и једно вријеме од Османлија. Са друге стране, од VII века, еволуција и стално преобликовање византијске државе били су директно повезани са напретком ислама.
Након освајања Цариграда од стране Османлија 1453. године, султан Мехмед II преузео је титулу „Kaysar-i Rûm”, што је турски еквивалент титуле римског цезара, пошто је био ријешен да начини Османско царство државном наследницом Источног римског царства.

### Политичке последице
Након што је Цариград пао, Османлије су брзо апсорбовале преостале независне територије, укључујући деспотовину Мореју 1460. године, Трапезунтско царство 1461. године, Атинско војводство 1456. године и Лезбос Гатилузија 1462. године. Они су уништили политичке и секуларне институције Царства, остављајући осиромашеној Цркви да управља оним што ће касније бити названо Рум Милет, првенствено као оруђе за опорезивање својих следбеника. Као једина суверена православна држава, Русија је развила доктрину Трећег Рима, наглашавајући своје културно наслеђе различито од Западне Европе, јер је Русија наследила већи део секуларног учења Источног римског царства. Подунавске кнежевине су постале уточиште за православне хришћане и фанариотске Грке који су настојали да поново створе византијско грчко царство. У модерној Грчкој, припадници Рум милета се све више идентификују као Грци, што је на крају довело до успешног рата за независност у XIX веку. Модерна грчка држава је скоро удвостручила своју територију кроз тежњу за Мегали идејом — колонијалистичком визијом повратка некадашњих земаља Источног римског царства — постигавши ограничен успех током рата на Криму, али остваривши значајне добитке током балканских ратова.
Од XV века, византијска историја је дубоко политизована, уткана у националистичке, колонијалистичке и империјалистичке наративе. Ова политизација се појављује не само у Грчкој већ и у бугарском, румунском, српском, мађарском и турском национализму, као иу бившим француским и руским империјалистичким агендама. У свету енглеског говорног подручја, тумачења византијске историје често се појављују у политичким дебатама, заједно са све већим уважавањем њеног наслеђа. Сложеност ове историје чини је осетљивом темом, посебно у вези са улогом Грчке у еволутивном осећају идентитета Европе и причама о пореклу многих европских народа.

### Културне последице
Византијска империја је изразито мешала римске политичке традиције, грчко књижевно наслеђе и хришћанство, стварајући цивилизацијски оквир који је поставио темеље средњовековној Европи. Византијско царство је сачувало европску цивилизацију тако што је деловало као штит против сила евроазијских степских народа као што су Авари, Бугари, Кумани, Хуни, Печенези и Турци.
Правни закони империје значајно су утицали на традицију грађанског права у континенталној Европи, Русији, Латинској Америци, Етиопији, па чак и у земљама обичајног права енглеског говорног подручја; а вероватно су утицали и на исламску правну традицију. Такође је чувала и преносила класично учење и рукописе, дајући важан допринос интелектуалном препороду који је подстакао италијански хуманизам.
Византијско царство је играло кључну улогу у обликовању Хришћанства подржавајући ране црквене оце и одлуке црквених сабора; развијање институције монаштва; и неговање Православне традиције која наставља да дефинише већи део источноевропског идентитета. Такође је била кључна за очување грчког језика и заслужна је за развој глагољице, која је касније еволуирала у ћирилично писмо и старословенски. Ове иновације дале су Словенима први књижевни језик и створиле образовну основу за све словенске народе.